# Celâl Bayar
Mahmut Celâl Bayar (n. 16 mai 1883, Umurbey⁠(d), provincia Bursa, Turcia – d. 22 august 1986, Istanbul, Turcia) a fost un politician turc, cel de-al treilea Președinte al Republicii Turcia. A fost cel mai longeviv fost șef de stat până în anul 2008, când a fost devansat de Chau Sen Cocsal Chhum, premier din Cambodgia.

## Biografie
Mahmut Celâl Bayar s-a născut în anul 1883 în localitatea Umurbey, un mic sat situat lângă orașul Bursa (astăzi Turcia), tatăl său fiind un cunoscut lider religios și profesor care a migrat din orașul Lom, atunci Bulgaria Otomană, astăzi Republica Bulgară. 

## Viața personală
Bayar  a fost căsătorit și a avut trei copii: Refii (1904–1940), Turgut (1911–1983) și Nilüfer (1921– ). Refii Bayar a fost Manager General al companiei de asigurări "Milli Reasurans", a fondat "Halk Evleri" (o organizație educațională în Istanbul). Împreună cu prietenul său Cemal Kutay, a publicat între 1939 și 1940 revista “Halk” (Națiunea). 
Nilüfer s-a măritat cu Ahmet Ihsan Gürsoy, deputat al orașului Kütahya din partea Partidului Democrat în perioada 1946 - 1960, deputat al orașului Bursa din partea Partidului Justiției în perioada 1965 - 1969 și Deputat al orașului Istanbul în perioada 1973 – 1975, atât din partea Partidului Democrat cât și a Partidului Justiției. 

## Carieră politică

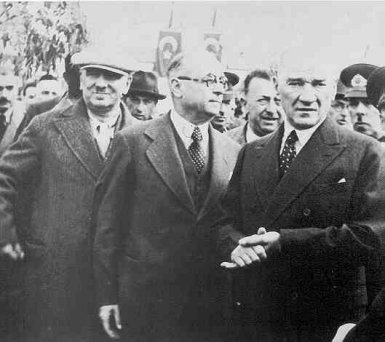
Atatürk şi Celal Bayar în Afyon, 1937

Mahmut Celâl Bayar și-a început cariera politică în anul 1908, într-o perioadă de instabilitate politică și socială în Turcia, atunci când intră în armata de voluntari ai Comitetului de Uniune și Progres, o organizație conexă a Mișcării Junilor Turci. Ulerior, a devenit secretar-general al organizației din regiunea Bursa și ulterior a regiunii Izmir. 
În 1919 Bayar a fost ales membru al Parlamentului Otoman din Istanbul în calitate de deputat al orașului Saruhan, astăzi Manisa. Deoarece a fost nemulțumit de noua constituție modificată de către sultan, pleacă la Ankara în 1920 și i se alătură lui Mustafa Kemal în cadrul Războiului de independență. A devenit un membru activ al mișcării "Müdafaa-i Hukuk Cemiyeti" (Mișcarea pentru Apărarea Drepturilor în Anatolia și Rumelia), o organizație politică similară cu cea a Junilor turci înființată dupa Primul Război Mondial. După război a fost ales deputat de Bursa în Marea Adunare Națională a Republicii Turcia, un tip de adunare parlamentară postbelică. În același an a ocupat funcția de ministru-adjunct al Ministerului Economiei și la 27 februarie 1921 a fost numit ministru în același minister. În această funcție a participat la numeroase delegații și conferințe internaționale în calitate de consilier, cea mai importantă fiind Conferința de Pace de la Lausanne, ce înlocuit Tratatul de la Sevres și care ,,consolidat foarte mult poziția internațională a Turciei republicane” . Datorită serviciilor prestate în interesul Turciei, Bayar a fost numit în 1924 ministru al transferului de populație, dezvolutării și relocării. La 26 august 1924 fondează Türkiye İș Bankası, prima bancă de stat a Republicii Turcia, construită cu ajutorul musulmanilor din India care au făcut donații în aur pentru susținerea Războiului de independență. Datorită acestui lucru este numit director general al băncii până în anul 1932. 
La 25 octombrie 1937 Mustafa Kemal Atatürk îl numește Prim Ministru al Republici Turcia după ce İsmet İnönü demisionează din guvern. A continuat să ocupe această funcție și după moartea lui Atatürk, în noul guvern format de către cel de-al doilea președinte al Republicii Turcia, İsmet İnönü. Datorită diferențelor de opinie cu Inönü, a fost nevoit să demisioneze din funcție la 25 Ianuarie 1939. 
Înainte de 1945, a fost membru al Partidului Popular Republican, principalul partid al Turciei interbelice. În 1946, Bayar fondează Partidul Democrat, împreună cu alți politicieni marcanți ai perioadei precum Adnan Menderes, Fuat Köprülü sau Refik Koraltan. Acest partid de opoziție va câștiga la primele alegerile libere din 14 mai 1950 408 locuri din cele 487 din Marea Adunare Națională. În postura de președinte-fondator al Partidului Democrat, Bayar este ales Președinte de către adunare, devenind cel de-al treilea președinte al Republicii Turcia, după Mustafa Kemal Atatürk și İsmet İnönü. A fost reales consecutiv de 2 ori, în 1954 și 1957, ocupând această funcție timp de 10 ani. 

## Lovitura de stat din 1960
La 27 mai 1960, forțele armate ale Turciei au dat o lovitură de stat și l-au trimis pe Celal Bayar, pe Adnan Menderes (primul ministru la acea vreme) și pe alți politiciei de carieră pe insula Yassida din Marea Marmara pentru a fi judecați de un tribunal militar ce a avea să se organizeze pe data de 10 iunie 1960. Mahmut Celâl Bayar împreună cu alte 15 persoane au fost acuzate de încălcarea prevederilor constituționale și condamnat la moarte prin spânzurare la data de 15 septembrie 1961. Comitetul Militar Central a admis cererea de executare pentru trei dintre inculpați (printre ei și primul ministru Menderes), dar a comutat pedeapsa lui Bayar și a alor 12 persoane de la moarte la închisoare pe viață. Bayar a fost trimis la închisoarea din Kayseri (oraș industrial din centrul Anatoliei) și eliberat la 7 noiembrie 1964 datorită stării sale de sănătate precare.

## Ultimii ani de viata
În 1966 Bayar a fost grațiat și a redobândit dreptul de a se implica în viața politică în 1974 dar a refuzat invitația de a deveni membru permanent al Senatului deoarece a considerat că această funcție este nedreaptă și că va intra în parlament doar dacă este votat. A murit la 22 august 1986 în Istanbul, având vârsta de 103 ani.

## Distincții
În 1954, Bayar a primit Crucea de Clasă Specială „Ordinul de Merit” a Republicii Federale Germania (Sonderstufe des Großkreuzes des Verdienstordens der Bundesrepublik Deutschland). În 1958 a primit titlul de Doctor Honoris Causa a Universității Libere din Berlin, după ce în 1954 primise titlul de Doctor Honoris Causa a Universității din Belgrad. În 1922 a fost fondată Universitatea Celal Bayar din orașul Manisa.

## Lucrări scrise
- Kayseri Cezaevi Günlüğü  (Kayseri Prison Diary), Yapı Kredi yayınları/Tarih dizisi.
- Ben De Yazdım – Milli Mücadeleye Gidiș (And so I wrote – Going to the War of National Independence) 8 volumes., Sabah kitapları/Türkiyeden dizisi, 1965–1972.